# Cylindrosporium niveum
Cylindrosporium niveum är en svampart som beskrevs av Berk. & Broome 1875. Cylindrosporium niveum ingår i släktet Cylindrosporium, ordningen disksvampar, klassen Leotiomycetes, divisionen sporsäcksvampar och riket svampar.   Inga underarter finns listade i Catalogue of Life.